# Preludios (Chopin)

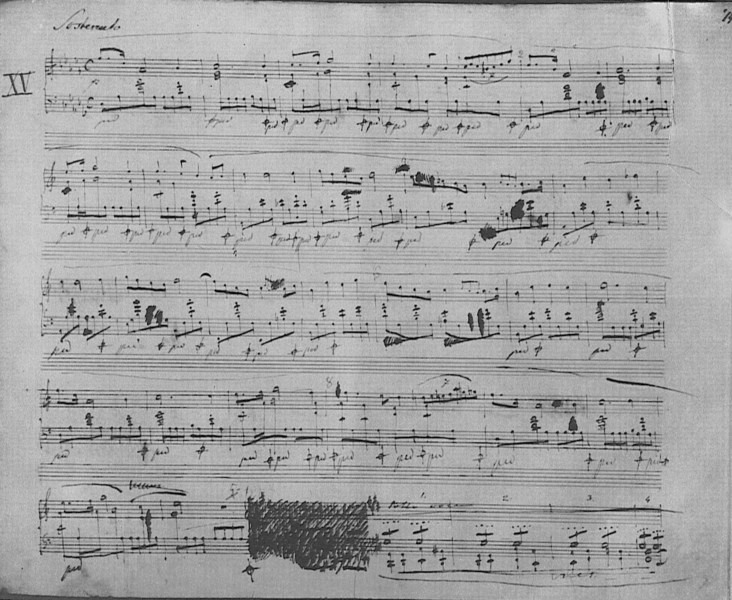
Primera página de la partitura autógrafa de Chopin del Preludio Op. 28 n.º 15.

Los Preludios para piano solo compuestos por Frédéric Chopin son un conjunto de veinticuatro preludios que conforman el Op. 28 del compositor polaco. Todos ellos son piezas bastante breves, de entre treinta segundos y cinco minutos de duración; y cada uno está escrito en una tonalidad distinta. Chopin tiene otros dos preludios, de los que uno es póstumo y el otro pertenece al Op. 45. 
Chopin compuso los Preludios al igual que Johann Sebastian Bach estructuró El clave bien temperado. De la misma forma, Claude Debussy escribió veinticuatro preludios en dos libros y Aleksandr Skriabin compuso los Preludios Op. 11. 
Chopin compuso sus preludios entre 1835 y 1839, en parte en la localidad mallorquina de Valldemosa, donde pasó el invierno de 1838-1839, con George Sand y sus hijos, para evitar el clima lluvioso de París. Sin embargo, este método para mejorar sus enfermedades no funcionó, porque ese invierno fue muy duro en la isla. Además, tardaron mucho en traerle su piano desde Francia y tuvo que conformarse con uno que le dejaron, que se puede ver en la Cartuja de Valldemosa, donde estaban sus habitaciones. Los Preludios Op. 28 fueron publicados por primera vez en 1839. 
Aunque el término preludio se utiliza por lo general para referirse a una pieza introductoria, los Preludios de Chopin son ya piezas completas por sí mismas, hechas todas y cada una de ellas para comunicar una idea o un sentimiento. Los Preludios de Chopin han sido comparados con los preludios de El clave bien temperado de Johann Sebastian Bach. Sin embargo, todos los preludios del alemán llevan a una fuga en la misma tonalidad y estaban ordenados cromáticamente, mientras que los de Chopin estaban ordenados por quintas. 
Debido a su aparente falta de estructura formal y a su brevedad, los Preludios provocaron consternación entre los críticos de la época cuando fueron publicados. Ninguno de los preludios dura más de noventa compases —que son los que tiene el Preludio n.º 17—, y el más corto, el n.º 9, sólo ocupa doce compases. Robert Schumann dijo de ellos que «son esbozos, comienzos de estudios o, por así decirlo, ruinas, alas individuales de águila, todo desorden y confusiones salvajes». Por otro lado, la opinión de su amigo Franz Liszt puede calificarse de positiva: «Los Preludios de Chopin son composiciones de un calibre totalmente distinto».
Muchos grandes intérpretes han grabado todo el conjunto, comenzando por Alfred Cortot en 1926.

## Lista de los preludios Op. 28
Al igual que muchas otras obras de Chopin, estos Preludios no recibieron ningún nombre por parte de su autor ni fueron descritos de ninguna manera, en clara oposición a muchas de las obras de sus contemporáneos Schumann y Liszt. A pesar de sus deseos, a lo largo del tiempo se ha ido proponiendo varias listas de nombres, como las de Hans von Bülow y Alfred Cortot. Aunque el Prélude n.º 15, en Re bemol mayor, se conoce universalmente como el Preludio «Gota de agua», los nombres del resto raramente se utilizan.
Preludios Op. 28
- N.º 1 en Do mayor. Agitato
- N.º 2 en La menor. Lento
- N.º 3 en Sol mayor. Vivace
- N.º 4 en Mi menor. Largo
- N.º 5 en Re mayor. Allegro molto
- N.º 6 en Si menor. Lento assai
- N.º 7 en La mayor. Andantino

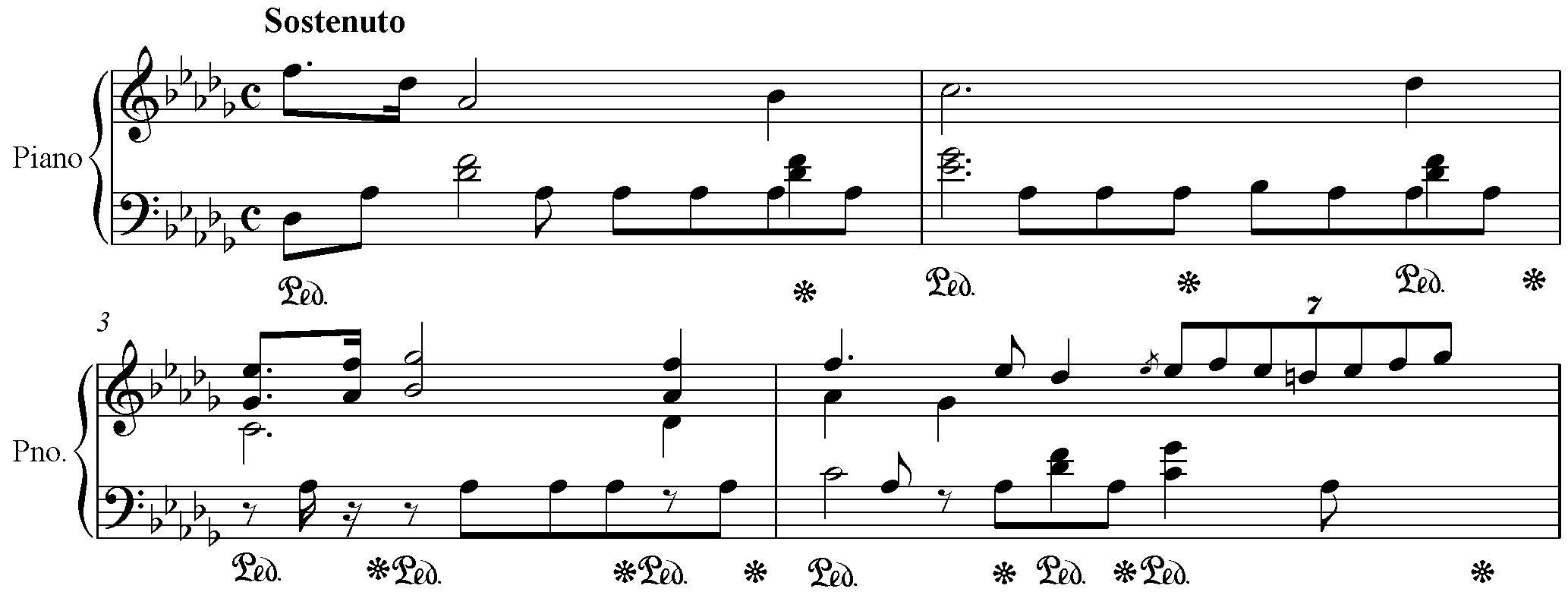
Fragmento del Preludio n.º 15, «Gota de agua».

- N.º 8 en Fa sostenido menor. Molto agitato
- N.º 9 en Mi mayor. Largo
- N.º 10 en Do sostenido menor. Allegro molto
- N.º 11 en Si mayor. Vivace
- N.º 12 en Sol sostenido menor. Presto
- N.º 13 en Fa sostenido mayor. Lento
- N.º 14 en Mi bemol menor. Allegro
- N.º 15 en Re bemol mayor. Sostenuto «La gota de lluvia»
- N.º 16 en Si bemol menor. Presto con fuoco《Hades》
- N.º 17 en La bemol mayor. Allegretto
- N.º 18 en Fa menor. Allegro molto
- N.º 19 en Mi bemol mayor. Vivace
- N.º 20 en Do menor. Largo
- N.º 21 en Si bemol mayor. Cantabile
- N.º 22 en Sol menor. Molto agitato
- N.º 23 en Fa mayor. Moderato
- N.º 24 en Re menor. Allegro appassionato

## Otros preludios

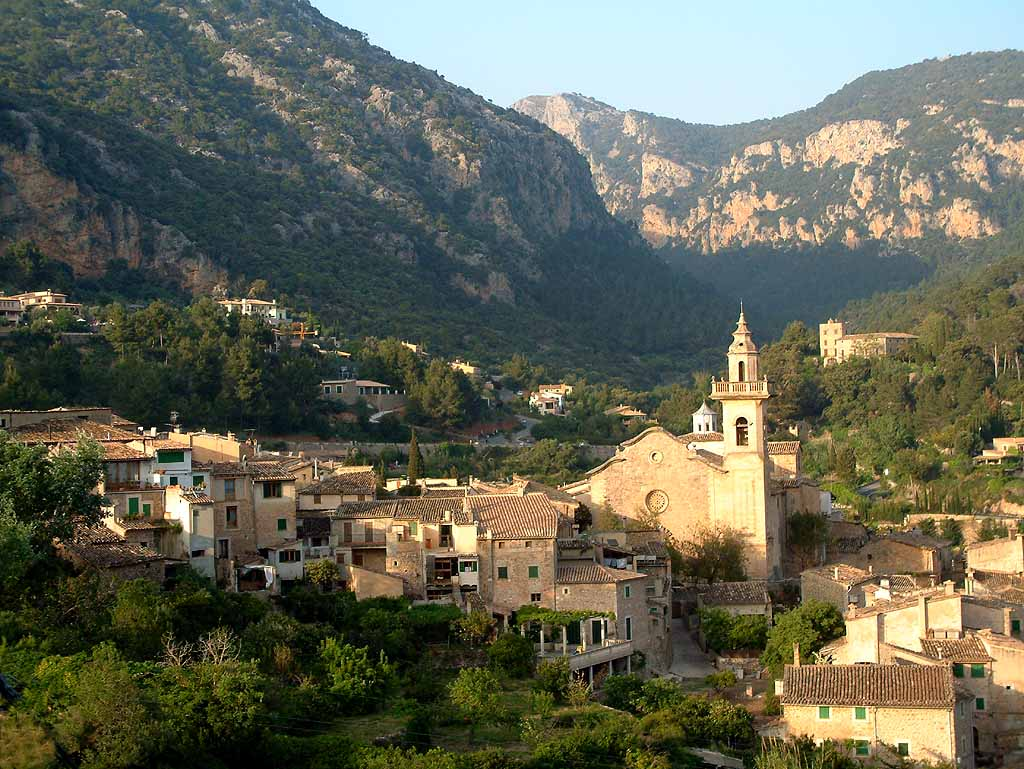
Vista del pueblo de Valldemosa, en la Sierra de Tramontana, en Mallorca.

- Preludio en Do sostenido menor. Sostenuto (Opus 45).
- Preludio en La bemol mayor. Presto, con leggierezza (Opus póstumo).
- Preludio en Mi bemol menor. Allegro (120 aprox., Opus póstumo).

## Versiones de los preludios
- Jimmy Page, guitarrista de Led Zeppelin, interpretó una versión del preludio número 4 de la opus 28 en ARMS Charity Conce.rt.
- Serge Gainsbourg versionó el Preludio n.º 4 para la canción «Jane B.», interpretada por Jane Birkin en 1969, en el álbum Jane Birkin - Serge Gainsbourg.
- Antônio Carlos Jobim también se inspiró en el Preludio n.º 4 para su bossa nova «Insensatez» («How Insensitive») en 1963.
- Jean Michel Jarre, por su parte, igualmente usó como base el Preludio n.º 4 para su tema «Near Djaina» en el álbum Geometry of Love del año 2004. Un año más tarde, interpretó con un organillo el Preludio original mismo en un concierto de la ciudad polaca de Gdansk, titulándolo «Tributo a Chopin».
- Barry Manilow se inspiró en el Preludio n.º 20 para su canción «Could it be magic», de 1973, versión titulada «Le Temps qui court» por Alain Chamfort en 1975.
- Mark Cooksey se habría inspirado en el Preludio n.º 20 para el arreglo musical del transcurso del videojuego arcade Ghosts'n Goblins en su conversión para Commodore 64.

## Apariciones en el cine
- En la película de 1945 El retrato de Dorian Gray, el personaje principal interpreta el Preludio n.º 24.

- En la película de Ingmar Bergman Sonata de otoño, el Preludio n.º 2 en La menor es un tema importante de la historia. El asunto sobre su interpretación abre un desacuerdo, que dura toda la película, entre los dos personajes principales del largometraje, Charlotte (Ingrid Bergman) y Eva (Liv Ullmann).

- En la película Sueños de Akira Kurosawa, suena el Preludio n.º 15 en Re bemol mayor durante el corto «Cuervos» dedicado a los últimos días de Vincent van Gogh.

- En la precuela de la serie de  Alien bajo el título  Prometeo aparece el Preludio n.º 15 en Re bemol menor "gota de lluvia".

- En la película El diario de Noa, de 2004, dirigida por Nick Cassavetes, el Preludio n.º 4 en Mi menor también es un tema importante. La joven Allie Calhoun (Rachel McAdams) toca la pieza al inicio y más tarde en la película, ya mayor (Gena Rowlands), vuelve a verse a Allie tocándola, a pesar de haber perdido la mayor parte de sus recuerdos a causa del Alzheimer.

- Varios preludios aparecen en la película Salò o los 120 días de Sodoma, en la parte llamada Girone della Merda.

- Un pequeño fragmento del Preludio nº 4 aparece en la película Cuando ruge la Marabunta de Byron Haskin (1954).

- En la película 50 sombras de Grey, dirigida por Sam Taylor-Wood, en una escena Christian toca un fragmento del Preludio n.º 4 en Mi menor.

- En la película de Stephen Frears Florence Foster Jenkins también interpretan el Preludio n.º 4. La escena de la protagonista junto a su pianista tocan juntos la pieza.

- El personaje de Bobby, interpretado por Jack Nicholson, toca completo el Preludio nro. 4 en la película "Five easy pieces" de 1970.